# بطولة أمم أوروبا (سلسلة ألعاب فيديو)
سلسلة ألعاب الفيديو الخاصة ببطولة أمم أوروبا لكرة القدم، بدأت مع صدور النسخة الخاصة ببطولة أوروبا لكرة القدم عام 1988 بشكل غير رسمي، أشرفت شركة ألكترونيك آرتس على إصدار اللعبة منذ نسخة بطولة أوروبا عام 2000 برخصة رسمية من الاتحاد الأوروبي لكرة القدم.

## نسخة بطولة أمم أوروبا 2012
تضمنت اللعبة جميع منتخبات أوروبا الـ53 على الرغم من أن 24 فريق منهم غير مرخصين بشكل رسمي، إضافة إلى المستضيفة أوكرانيا، تحتوي اللعبة على الملاعب الثمانية التي تحتضن النهائيات الأوروبية، أصدرت يوم 24 أبريل 2012.

## نسخة بطولة أمم أوروبا 2016
تم تنفيذ الإصدار من خلال شركة كونامي لأول مرة كبطولة مكملة يتم اضافتها لنسخة PES 2016.